# Hakarpsgården
Backagården eller Hakarpsgården, som den också kallas, ligger i Bräkneåns dalgång i ett frodigt jordbrukslandskap i Bräkne-Hoby socken, Ronneby kommun. Gården är av en typ som kallas för götisk gård med U-formad bebyggelse, något som har varit vanligt i den här delen av Blekinge. 
Gården består av en huvudbyggnad i två våningar av typen framkammarstuga. Byggnaden har flera ålderdomliga drag som exempelvis en svalgång, det vill säga en öppen eller täckt gång längs byggnadens övervåning. Gården är byggnadsminne sedan den 11 juni 1979 (mangårdsbyggnaden och loftboden) med tillägg den 4 november 2015 (även ladugården, de kallmurade grunderna och den stensatta gårdsplanen).

## Motivering till byggnadsminne
I Blekinge län är jordbrukets bebyggelse relativt svagt representerat bland byggnadsminnena, förutom "Backagården" i Hakarp finns endast några andra byggnader och bebyggelsemiljöer som byggnadsminnen med anknytning till jordbruk och landsbygd. Dessa är dock huvudsakligen herrgårds- och högreståndsmiljöer, som berättar om en annan historia än Backagården. Det enda byggnadsminne som påminner om Backagården är Hörby gård i Sölvesborgs kommun. Hörby gård representerar framför allt det lokala byggnadskicket på Listerlandet i sydvästra Blekinge medan Backagården med dess ladugård och loftbod är en tydlig och väl bevarad representant för den allmänna blekingska byggnadskulturen.
Backagårdens mangårdsbyggnad, loftbod och ladugård bildar tillsammans en historiskt betydelsefull bebyggelsemiljö, som förmedlar kunskap om hur en typiskt 1700- och 1800-talsgård på den blekingska landsbygden anlades och tog form. Inom skyddsområdet finns även de murade grunderna kvar efter de tidigare ekonomibyggnaderna, som kringgärdade gården. Dessa utgör en betydelsefull del för förståelsen och upplevelsen av gårdsmiljön.

## Historik
Gården är högt belägen vid kanten av Bräkneåns dalgång, i en bygd som karakteriseras av fornlämningstäthet och kulturhistoriskt intressant jordbruksbebyggelse. Mangårdsbyggnaden är en timrad framkammarstuga, klädd med locklistpanel och rödfärgad med vita snickerier. Sadeltaket är täckt med målad plåt. Rumsindelningen är troligen oförändrad sedan huset byggdes. Vid västra gaveln ligger en ålderdomlig halmtäckt bod med utskott. Den har fram till 1959 varit sammanfogad med en trelängad ekonomibyggnad. Gårdsanläggningen som helhet har därmed haft en götisk utformning av ett slag, som tidigare var traditionellt i denna del av Blekinge. När ekonomilängan revs påträffades årtalet 1746 inristat i en bjälke. Det kan antas, att såväl ekonomibyggnaden som mangårdsbyggnaden uppförts detta år. Då fick också gården en ny ägare, vars efterkommande brukat och bebott gården fram till 1978.